# هنک هرنبرگ
هنک هرنبرگ (انگلیسی: Henk Herrenberg; ۸ اکتبر ۱۹۳۸ – ۱۳ دسامبر ۲۰۲۴) دیپلمات و سیاستمدار اهل سورینام بود. وی از سال ۱۹۸۶ تا سال ۱۹۸۷ وزیر امور خارجه این کشور بود.
هنک هرنبرگ در ۱۳ دسامبر ۲۰۲۴، در سن ۸۶ سالگی درگذشت.